# Xenopus gilli
Xenopus gilli är en groddjursart som beskrevs av Rose och Hewitt 1927. Xenopus gilli ingår i släktet Xenopus och familjen pipagrodor. Inga underarter finns listade i Catalogue of Life.
Arten förekommer med tre mindre och från varandra skilda populationer i Västra Kapprovinsen i Sydafrika nära havet. Den lever i låglandet och i kulliga områden upp till 140 meter över havet. Denna groda vistas i landskapet Fynbos som kännetecknas av gräsmarker, hed och områden med buskar. Individerna håller sommardvala (estivation) vid varmt väder när vattenpölar saknas. Fortplantningen sker under den fuktiga senvintern mellan juli och oktober. Xenopus gilli behöver ursprungliga landskap och larverna kan inte leva i förorenat vatten.
Liksom afrikansk klogroda har arten tidigare sålts på marknader för sällskapsdjur men handeln finns inte kvar. I områden där Xenopus gilli delar reviret med afrikansk klogroda är den senare en konkurrent. Ibland äter afrikansk klogroda ägg och grodyngel från Xenopus gilli. Ett annat problem är hybrider mellan arterna. Arten hotas även av landskapsförändringar och av utsläpp från jordbruket. IUCN kategoriserar arten globalt som starkt hotad.